# Hrabstwo Tioga (Nowy Jork)
Tioga – hrabstwo (ang. county) w stanie  Nowy Jork w USA. Populacja wynosi 51 784 mieszkańców (stan według spisu z 2000 r.).
Powierzchnia hrabstwa wynosi 1354 km². Gęstość zaludnienia wynosi 39 osób/km².

## Miasta
- Barton
- Berkshire
- Candor
- Newark Valley
- Nichols
- Owego
- Richford
- Spencer
- Tioga

## Wioski
- Apalachin (CDP)
- Candor
- Newark Valley
- Nichols
- Owego
- Spencer
- Waverly